# The Name of This Band Is Talking Heads
The Name of This Band Is Talking Heads – pierwszy album koncertowy postpunkowego zespołu Talking Heads wydany 24 marca 1982.

## Lista utworów

### Strona A
- 1. "New Feeling" - 3:10
- 2. "A Clean Break" - 4:57
- 3. "Don't Worry About the Government" - 3:08
- 4. "Pulled Up" - 4:08
- 5. "Psycho Killer" (Byrne, Chris Frantz, Tina Weymouth) – 5:34

### Strona B
- 1. "Artists Only" (Byrne, Wayne Zieve) – 3:48
- 2. "Stay Hungry" (Byrne, Frantz) – 4:00
- 3. "Air" - 4:09
- 4. "Love → Building on Fire" - 3:36
- 5. "Memories (Can't Wait)" (Byrne, Jerry Harrison) – 3:58

### Strona C
- 1. "I Zimbra" (Hugo Ball, Byrne, Brian Eno) – 3:33
- 2. "Drugs" - 4:47
- 3. "Houses in Motion" (Byrne, Eno, Frantz, Harrison, Weymouth) – 7:00
- 4. "Life During Wartime" (Byrne, Frantz, Harrison, Weymouth) – 5:03

### Strona D
- 1. "The Great Curve" (Byrne, Eno, Frantz, Harrison, Weymouth) – 6:58
- 2. "Crosseyed and Painless" (Byrne, Eno, Frantz, Harrison, Weymouth) – 7:05
- 3. "Take Me to the River" (Al Green, Teenie Hodges) – 6:43